# Vikingos en la península ibérica

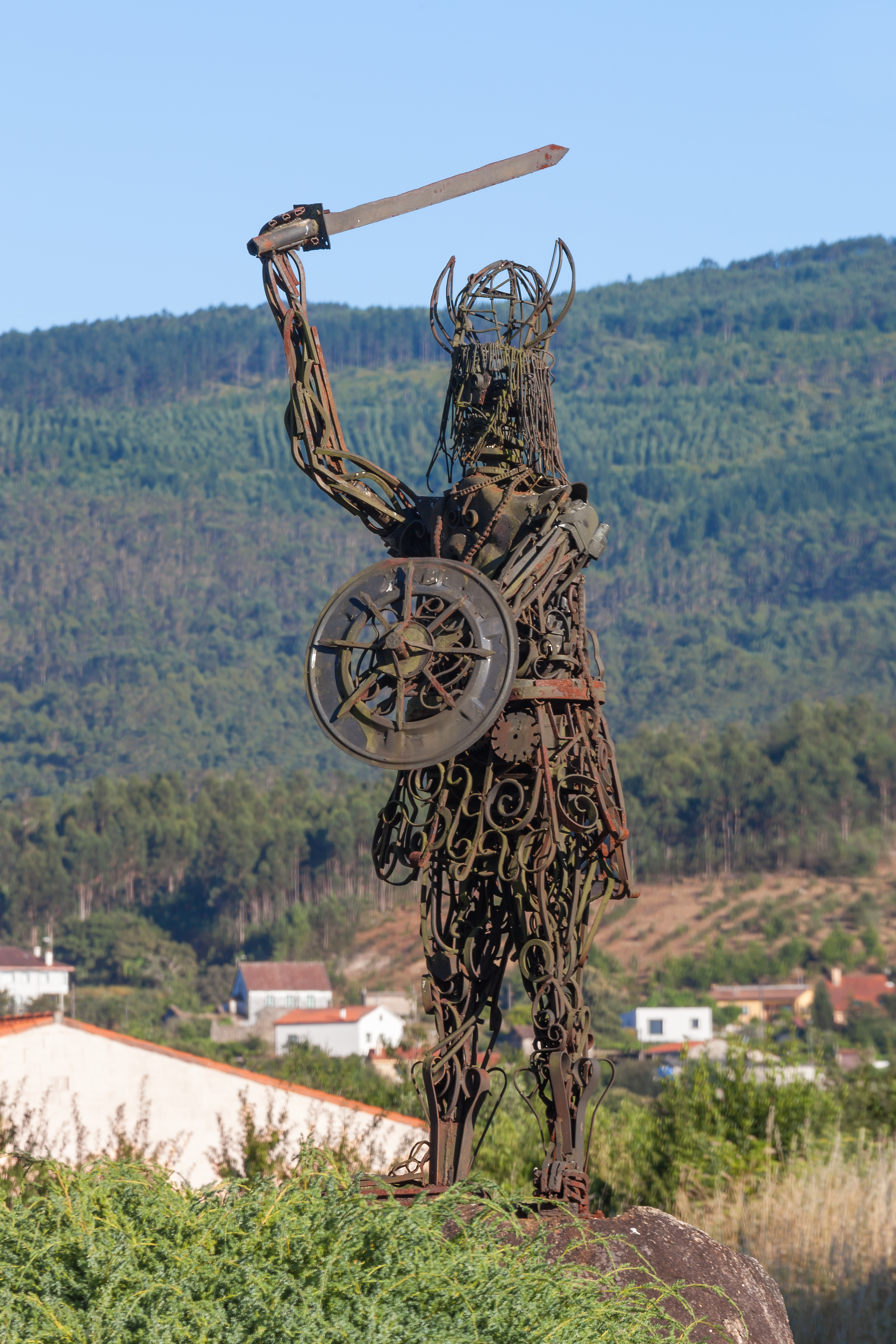
Escultura en Catoira, Galicia, que recuerda las invasiones vikingas en la región.

La primera mención específica de la presencia de los vikingos en la península ibérica sitúa su llegada en el año 844, cuando los historiadores árabes citan que hormigueaban sus navíos en las costas como «pájaros marinos rojinegros». Los Annales Complutenses, del siglo XII, hacen referencia a un desembarco cerca de Gijón realizado ese año por vikingos que habían llegado en 54 naves y que subieron después por la cercana ría de Arosa. Más tarde, Ramiro I de Asturias los venció en La Coruña. De allí, la flota atacó las ciudades de Lisboa, Cádiz y Sevilla, todas ellas bajo el control de los omeyas del Emirato de Córdoba. En el 858, tras saquear Algeciras, Orihuela y las islas Baleares, establecieron una base invernal en la Camarga, al sur de Francia, desde donde saquearon Arlés y Nimes y subieron por el río Ebro, y sus afluentes, para atacar a Pamplona, cogiendo prisionero al rey García I Íñiguez (859), al que liberaron tras el pago de un importante rescate.
Por otra parte, la Historia compostelana, redactada aproximadamente entre 1107 y 1149, afirma que en 968 desembarcaron en Galicia:
A causa de nuestros pecados vinieron las gentes de los normandos a esta tierra y destruyeron la iglesia de Santa Eulalia de Curtis y otras de la comarca; sus sacerdotes fueron llevados presos y pasados por la espada; el fuego consumió las escrituras, y las mismas piedras perecieron por las llamas.
Ese mismo año tuvo lugar la batalla de Fornelos, en la que el obispo de Santiago, Sisnando Menéndez, fue derrotado y muerto, dejando a los invasores vía libre para saquear la región. Según el cronista francés Dudon de Saint-Quentin, destruyeron dieciocho poblaciones, durante el año que estuvieron en tierras gallegas, hasta que Gonzalo Sánchez los derrotó, matando a su caudillo, Gundræd (Gunderedo). Gunderedo había llegado con cien barcos y ocho mil guerreros expresamente para saquear lo que llamaban Jakobsland (Tierra de Santiago).
Aunque las fuentes difieren, se considera que fueron entre dos y cuatro las oleadas de ataques vikingas a la península. Tras saquear toda la costa del norte de Europa, incluyendo las islas británicas, en 843 los vikingos se establecieron en la ciudad francesa de Bayona, desde donde poder avanzar más hacia el sur. Claudio Sánchez Albornoz considera posible, citando La Historia Completa de Ali ibn al-Athir —que menciona un combate contra unos al-magus—, que hubieron establecido una base temporal en la propia península, en la zona de Guetaria-Mundaca. También señala que el término se refiere a paganos en general y no exclusivamente a los vikingos.
Los vikingos llevaron a cabo un segundo ataque a la península a finales del siglo X, de nuevo saqueando Lisboa, en 966, y Santiago de Compostela en 968 (la ciudad sería atacada de nuevo en 979),[cita requerida] así como toda la costa de Al-Ándalus en 971.
Por otra parte, otros autores dividen la presencia vikinga en tres fases: un primer período de «penetración indirecta», con el fin de obtener información y el mercadeo de esclavos; una segunda fase, dividida en dos períodos de sucesivas invasiones durante los siglos IX (en la España musulmana), X y XI (la España cristiana), seguida de una tercera fase, de asentamientos.

## Problemática
Citando a Sánchez Pardo (2010):
Si uno revisa la bibliografía existente sobre los ataques vikingos a la Península Ibérica y concretamente, a Galicia, podrá comprobar rápidamente que la gran mayoría de las obras y estudios poseen ya una cierta antigüedad, reflejada en general (aunque no necesariamente) en un enfoque bastante parcial, lleno de diferencias y contradicciones así como de alusiones a lo misterioso o sobrenatural, a tradiciones y a datos que no poseen sustentación o forma de ser comprobados.

## Al-Ándalus
Los vikingos saquearon Al-Ándalus en 844, 889, 966 y 971. Las principales fuentes históricas sobre estos ataques proceden de escritos de los cronistas árabes Ibn al-Qutiyya e Ibn Idari, entre el 30 de septiembre de 843 y el 1 de octubre 845 (año 229 y 230 en el mundo islámico). Son conocidos por los cronistas árabes genéricamente como majus (término general para paganos), almajuzes, almozudes o almonides, todos ellos términos derivados de majus, o más específicamente, como al-Urdumâniyyun (o Nordumâni, del latín Normanni, Nordmanni, Lordomanni, Lormanes o Leodomanni).

### Algeciras
858-862: La expedición vikinga que salió de su base de la Loira con 62 naves, y liderada por Björn Costado de Hierro, hijo del caudillo Ragnar Lodbrok, y el caudillo Hastein, logró asaltar la ciudad de Jazirat al-Khadra (Algeciras) tras un asedio de tres días, e incendió las mezquitas de la medina. Tras ser expulsada por la población local, que consiguió apresar dos de sus barcos, la fuerza vikinga cruzó el estrecho de Gibraltar a Nekor, en Marruecos, para después dirigirse a las islas Baleares. A su vuelta, la flota fue sorprendida por la de Mohamed I de Córdoba, y aunque seriamente dañada, logró volver a su base con veinte naves, tres años más tarde, en 862.

### Cádiz
- 844: Después de sitiar a Lisboa durante tres días, se dirigen a Cádiz y toman Qabpil (la Isla Menor, en Cádiz), para dirigirse después tierra adentro hasta Medina Sidonia,[16] suben después por el Guadalquivir hacia Sevilla.[11]

### Lisboa
- 844: Tras abandonar La Coruña, la flota, de entre 80 y 100 naves, llega a Lisboa el 17 de septiembre.[10] Otras fuentes señalan el 20 de agosto.[11][14]

- 966: El 23 de junio fueron avistados 28 barcos vikingos en la costa de Qasr Abi Danis, hoy Alcácer do Sal, cerca de Lisboa. Tras una batalla naval con muchas pérdidas, los vikingos lograron hacerse con muchos prisioneros. Fueron alcanzados poco después en la costa del Algarve por una flota musulmana que había salido en su busca desde Sevilla y se recuperaron muchos de los prisioneros.[14]

- 971: En junio de 971, se acercan un gran número de barcos vikingos a la costa aunque no logran llegar a tierra gracias a las fuerzas combinadas de las flotas musulmanas del Mediterráneo y del Atlántico que el califa Al-Hakam II envió para interceptarles. Una fuente no del todo fiable afirma que el año siguiente una flota vikinga que sí logró tomar tierra fue derrotada en el estuario del Tajo por esa misma flota musulmana combinada.[14]

### Sevilla
- 844: Tras tomar Cádiz, suben por el Guadalquivir y el 29 de septiembre llegan a Isla Menor. El día siguiente masacran los habitantes de Coria del Río y tres días más tarde toman Isbiliya, la Sevilla islámica.[11] Durante los casi seis semanas siguientes se dedicaron a atacar a lugares más al interior como Córdoba, Morón y Constantina.[16] El 11 de noviembre, en la batalla de Tablada, las fuerzas de Abd al-Rahmán II vencieron a los vikingos que habían sitiado a la ciudad de Sevilla durante una semana.[17] Murieron mil vikingos en la batalla y Abd al-Rahmán ordenó ejecutar a los cuatrocientos prisioneros vikingos.[14]

- 859: A pesar de las fortificaciones realizadas tras el ataque anterior, los vikingos entran de nuevo en la ciudad y destruyen la mezquita de Ibn Adabbas (la actual iglesia de San Salvador).

## Asturias

### Gijón
- 844: El 1 de agosto (aunque otras fuentes señalan el 31 de julio[17]), es avistada la flota en la costa de Gijón, aunque no desembarcaron salvo para obtener agua.[10]

## Galicia

### La Coruña
- 858: Los vikingos desembarcan en el Farum Brigantium,[10] nombre por el que se conocía al actual faro de la Torre de Hércules.[18]

### Lugo
- 858: Tras su desembarque en La Coruña, los vikingos se adentran en la comarca de Chantada.[10]

### Santiago de Compostela
- 858: Suben por la ría de Arosa cien naves para atacar a la ciudad. Aunque se les paga un tributo para librarse del saqueo, los vikingos mantienen el asedio a la ciudad hasta que un ejército enviado por Ordoño I, y con el conde Pedro Theon al frente,[11] logra vencerles. Se salvan sesenta y dos naves que se dirigen a Algeciras, aunque dos son después capturadas por las costas portuguesas.[9]

- 899: Tras la donación que hizo Alfonso III de Asturias de los dos conventos en las islas Cíes (San Esteban, en la isla del Medio y San Martín, en la isla Sur) a la catedral de Compostela, estos son destruidos por Ulf, apodado El Gallego. Asimismo, desde las islas del archipiélago de Cortegada, subían por río Ulla para atacar a Santiago.[19]

- 968: Una flota de cien naves, bajo el mando de Gundræd (Gunderedo), sube por la ría para atacar a la ciudad. El obispo Sisnando, tras haber conseguido en 966 permiso del rey Sancho para fortalecer la ciudad precisamente para prevenir una invasión, se enfrenta a los vikingos con un ejército en Fornelos, y muere en la batalla.[9] Más tarde, en 971, Rudesindo, obispo de San Martín de Mondoñedo, junto con el conde Gonzalo Sánchez, vence a los vikingos en una batalla en la cual muere Gundræd.[9] También murió el obispo en el combate.[20]

- 970: Atacan a Galicia de nuevo y ocupan Santiago de Compostela durante un breve tiempo.[14]

### Tuy
- 1014: Atacan Tuy capitaneados por Olaf Haraldsson, conocido tras su canonización como San Olaf. En las sagas islandesas no cuenta todas las atrocidades que hizo en Tuy, según los historiadores, porque todavía era pagano, de ahí que secuestrase al obispo. Para invadir y saquear Tuy, entró por el río Miño y luego prosiguió por ese río hasta llegar a Orense, Betanzos y Ribas de Sil.[21]

## Levante español
Su paso por el Levante peninsular español incluye el saqueo de la costa de Murcia y el saqueo de la ciudad de Orihuela.
- 1031: Los vikingos establecen pequeños reinos o principados en Valencia, Almería, Denia y Baleares.[11]

## Reino de Pamplona
- 859: Desde su base invernal en la Camarga, al sur de Francia, la flota de Björn y Hastein llega a Pamplona tras subir por el río Ebro y pasando de largo por Zaragoza, que no atacaron por estar amurallada, y por sus afluentes, el Aragón y el Arga, y toman prisionero al rey García Íñiguez de Pamplona. Lo liberan tras el pago de un importante rescate de entre 70 000[3][11] y 90 000[9] dinares de oro.